# Христодор Коптский
Христодор Коптский (др.-греч. Χριστόδωρος) — грекоязычный поэт коптского происхождения конца V— начала VI вв. н.э. Жил в Египте во время правления императора Анастасия I. 

## Творчество
Большинство произведений Христодора утеряно, однако сведения о них сохранились в византийской энциклопедии Суда. Среди прочих, в ней упоминается эпическая поэма «Исаврика» (др.-греч. Ἰσαυρικά) в шести книгах, повествующая о завоевании Анастасием I региона Исаврия в Малой Азии. Также к утраченным произведениям относятся поэмы «Патрия» (др.-греч. Πάτρια) о различных городах и регионах Византии и «Лидиака» (Λυδιακά), рассказывающих о мифической истории Лидии. В добавлению к этому утрачены четыре книги его посланий и сочинение о философе Прокле. Из трех поэтических книг Христодора дошли только две эпиграммы в составе Палатинской антологии (Anthologia Palatina VII 697, 698). 
Помимо упомянутых эпиграмм, дошло сочинение Христодора "Экфрасис статуй, находящихся в общественном гимнасии Зевксипа др.-греч. Ἔκφρασις τῶν ἀγαλμάτων τῶν εἰς τὸ δημόσιον γυμνάσιον τοῦ ἐπικαλουμένου Ζευξίππου). Текст представляет собой поэтической описание пятидесяти статуй героев и богов. Текст дошел до нашего времени в качестве второй книги Палатинской антологии. В творчестве Христодора отчетливо прослеживается влияние Нонна Панополитанского. 

## Издания

### На греческом
- Fragmenta historicorum Graecorum. / С. Müller. Vol. 4. —Paris ,1851. — S. 360–361.

### На русском
- Болгов Н.Н., Синица М.М. «Экфрасис» Христодора Коптского (Pal. Ant. II; перевод, исследование) // Научные ведомости БелГУ. История. Политология. Экономика. Информатика. № 13(132). Вып. 23. Белгород, 2012. С. 14-26.
- Синица М.М., Болгов Н.Н. Палатинская антология. Книги I, II, III, VIII (перевод, исследование). Saarbrucken: Lambert AP, 2014. 249 с.